# Fase planetaria

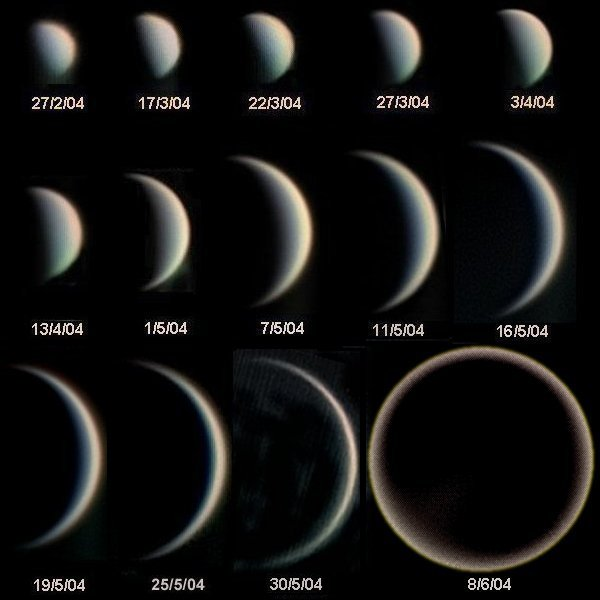
La evolución del diámetro aparente y las fases de Venus

Una fase planetaria es una cierta porción del área de un planeta que refleja la luz solar, visto desde un punto de vista determinado, así como el período de tiempo durante el cual ocurre. La fase está determinada por el ángulo de fase, que es el ángulo entre el planeta, el Sol y la Tierra.

## Planetas inferiores
Los dos planetas inferiores, Mercurio y Venus, que son los más cercanos al Sol y tienen órbitas más pequeñas que las del planeta Tierra, exhiben todo el rango completo de fases al igual que la Luna, cuando se ven a través de un telescopio. Sus fases son «llenas» cuando están en conjunción superior, en el lado opuesto del Sol, visto desde la Tierra. Es posible verlos en estos momentos, ya que sus órbitas no están exactamente en el plano de la órbita terrestre, por lo que suelen parecer pasar ligeramente por encima o por debajo del Sol en el cielo. Verlos desde la superficie de la Tierra es difícil debido a la luz solar dispersa en la atmósfera terrestre, pero los observadores que estén en el espacio pueden verlos fácilmente si se impide que la luz solar directa llegue a los ojos del observador. Las fases de los planetas son «nuevas» cuando están en conjunción inferior, pasando más o menos entre el Sol y la Tierra. En ocasiones parecen cruzar el disco solar, lo que se denomina tránsito del planeta. En puntos intermedios de sus órbitas, estos planetas exhiben todo el rango de fases crecientes y gibosas.

## Planetas superiores
Los planetas superiores, orbitan fuera de la órbita terrestre, los que están más alejados del Sol, ya que sus ángulos de fase son menores. Marte a menudo aparece significativamente giboso, tiene un ángulo de fase máxima de 45°. Júpiter tiene un ángulo de fase máxima de 11,1° y Saturno de 6°, por lo que sus fases casi siempre están llenas.